# Eugen Hussak
Franz Eugen Hussak (* 10. März 1856 in Wildon; † 5. September 1911 in Caldas) war ein österreichischer Mineraloge.

## Leben
Franz Eugen Hussak war Sohn des Bezirksvorstehers Johann Hussak und seiner Frau Therese, geb. von Wagner. Hussak besuchte das Gymnasium in Graz. Ab 1874 studierte er Naturwissenschaften, vor allem Mineralogie und Geologie, an den Universitäten Graz, Wien und in Leipzig, wo er 1878 bei Ferdinand Zirkel promovierte. Anschließend arbeitete Hussak als Assistent bei Cornelio Doelter in Graz und von 1882 bis 1885 als Privatdozent in Graz sowie als Volontär bei der k.k. Geologischen Reichsanstalt in Wien. Von 1885 bis 1888 war er Assistent von Hugo Laspeyres in Kiel und Bonn. 1888 reiste Hussak nach Brasilien. Er wurde von Kaiser Dom Pedro II. mit Vorlesungen für dessen Enkel Prinz Dom Pedro Augusto von Sachsen-Coburg beauftragt. Nach der Revolution 1889 wurde Hussak zum Chef der geologischen Sektion der geographisch-geologischen Kommission von São Paulo berufen.
Hussak unternahm zahlreiche Erkundungsreisen in unterschiedliche Gebiete Brasiliens, auf einer der ersten davon erkrankte er an Beriberi. Erholungs- und Kuraufenthalte in Europa sind dokumentiert. 1908 wurde er in den Serviço Geologico in Rio de Janeiro berufen. Als ein dritter Europabesuch seine Lähmung nicht besserte, begab er sich zu den Thermen von Caldas, wo er 1911 starb.
1902 heiratete Eugen Hussak in São Paulo Hermine Hennies (1871–1952). Der Ehe entstammten ein Sohn und zwei Töchter.

## Wirken
Hussak führte in Brasilien die modernen mineralogischen und petrographischen Untersuchungsmethoden ein. Er entdeckte verschiedene Vorkommen von Erzen und Diamanten sowie von wirtschaftlich relevanten Mineralien. Sein Nachweis von Nephrit in Brasilien erledigte die Frage eines Importes brasilianischer Nephritartefakte aus Asien. Seine Mineraliensammlung und seine Bibliothek übernahm das Serviço Geologico in Rio de Janeiro.
Hussak beschrieb (teils gemeinsam mit George Thurland Prior) eine Reihe neuer Mineralien. Sein Interesse galt allen Eruptivgesteinen, besonders Leucit.